# Coupe de l'EHF masculine 2010-2011
Navigation
Coupe de l'EHF 2009-2010 Coupe de l'EHF 2011-2012
La Coupe de l'EHF 2010-2011 est la 30e édition de la Coupe de l'EHF masculine.
Organisée par la Fédération européenne de handball (EHF), la compétition est ouverte en 2010-2011 à 55 clubs de handball d'associations membres de l'EHF. Ces clubs sont qualifiés en fonction de leurs résultats dans leur pays d'origine lors de la saison 2009-2010.

## Participants
Un total de 55 équipes participe à la Coupe de l'EHF 2010/2011. Les places sont allouées selon le coefficient EHF de chaque pays.
14 clubs font leur entrée lors du 1er tour, puis 25 clubs font leur entrée lors du 2e tour et enfin 16 clubs sont directement qualifiés au 3e tour.
| Troisième tour de qualification | Troisième tour de qualification | Troisième tour de qualification | Troisième tour de qualification | Troisième tour de qualification | Troisième tour de qualification | Troisième tour de qualification | Troisième tour de qualification | Troisième tour de qualification | Troisième tour de qualification | Troisième tour de qualification | Troisième tour de qualification | Troisième tour de qualification | Troisième tour de qualification | Troisième tour de qualification | Troisième tour de qualification |
| --- | --- | --- | --- | --- | --- | --- | --- | --- | --- | --- | --- | --- | --- | --- | --- |
| - TBV Lemgo : Tenant du titre - Frisch Auf Göppingen : 6e du Championnat d'Allemagne - TV Großwallstadt : 8e du Championnat d'Allemagne - Nordsjælland Håndbold : 5e du Championnat du Danemark - Naturhouse La Rioja : 5e du Championnat d'Espagne - US Ivry : 5e du Championnat de France - Saint-Raphaël Var HB : Finaliste de la Coupe de la Ligue - Tatabánya KC : 3e du Championnat de Hongrie - Dunaferr HK : 4e du Championnat de Hongrie | - TBV Lemgo : Tenant du titre - Frisch Auf Göppingen : 6e du Championnat d'Allemagne - TV Großwallstadt : 8e du Championnat d'Allemagne - Nordsjælland Håndbold : 5e du Championnat du Danemark - Naturhouse La Rioja : 5e du Championnat d'Espagne - US Ivry : 5e du Championnat de France - Saint-Raphaël Var HB : Finaliste de la Coupe de la Ligue - Tatabánya KC : 3e du Championnat de Hongrie - Dunaferr HK : 4e du Championnat de Hongrie | - TBV Lemgo : Tenant du titre - Frisch Auf Göppingen : 6e du Championnat d'Allemagne - TV Großwallstadt : 8e du Championnat d'Allemagne - Nordsjælland Håndbold : 5e du Championnat du Danemark - Naturhouse La Rioja : 5e du Championnat d'Espagne - US Ivry : 5e du Championnat de France - Saint-Raphaël Var HB : Finaliste de la Coupe de la Ligue - Tatabánya KC : 3e du Championnat de Hongrie - Dunaferr HK : 4e du Championnat de Hongrie | - TBV Lemgo : Tenant du titre - Frisch Auf Göppingen : 6e du Championnat d'Allemagne - TV Großwallstadt : 8e du Championnat d'Allemagne - Nordsjælland Håndbold : 5e du Championnat du Danemark - Naturhouse La Rioja : 5e du Championnat d'Espagne - US Ivry : 5e du Championnat de France - Saint-Raphaël Var HB : Finaliste de la Coupe de la Ligue - Tatabánya KC : 3e du Championnat de Hongrie - Dunaferr HK : 4e du Championnat de Hongrie | - TBV Lemgo : Tenant du titre - Frisch Auf Göppingen : 6e du Championnat d'Allemagne - TV Großwallstadt : 8e du Championnat d'Allemagne - Nordsjælland Håndbold : 5e du Championnat du Danemark - Naturhouse La Rioja : 5e du Championnat d'Espagne - US Ivry : 5e du Championnat de France - Saint-Raphaël Var HB : Finaliste de la Coupe de la Ligue - Tatabánya KC : 3e du Championnat de Hongrie - Dunaferr HK : 4e du Championnat de Hongrie | - TBV Lemgo : Tenant du titre - Frisch Auf Göppingen : 6e du Championnat d'Allemagne - TV Großwallstadt : 8e du Championnat d'Allemagne - Nordsjælland Håndbold : 5e du Championnat du Danemark - Naturhouse La Rioja : 5e du Championnat d'Espagne - US Ivry : 5e du Championnat de France - Saint-Raphaël Var HB : Finaliste de la Coupe de la Ligue - Tatabánya KC : 3e du Championnat de Hongrie - Dunaferr HK : 4e du Championnat de Hongrie | - TBV Lemgo : Tenant du titre - Frisch Auf Göppingen : 6e du Championnat d'Allemagne - TV Großwallstadt : 8e du Championnat d'Allemagne - Nordsjælland Håndbold : 5e du Championnat du Danemark - Naturhouse La Rioja : 5e du Championnat d'Espagne - US Ivry : 5e du Championnat de France - Saint-Raphaël Var HB : Finaliste de la Coupe de la Ligue - Tatabánya KC : 3e du Championnat de Hongrie - Dunaferr HK : 4e du Championnat de Hongrie | - TBV Lemgo : Tenant du titre - Frisch Auf Göppingen : 6e du Championnat d'Allemagne - TV Großwallstadt : 8e du Championnat d'Allemagne - Nordsjælland Håndbold : 5e du Championnat du Danemark - Naturhouse La Rioja : 5e du Championnat d'Espagne - US Ivry : 5e du Championnat de France - Saint-Raphaël Var HB : Finaliste de la Coupe de la Ligue - Tatabánya KC : 3e du Championnat de Hongrie - Dunaferr HK : 4e du Championnat de Hongrie | - Madeira SAD : 2e du Championnat du Portugal - Zarja Kaspija Astrakhan : 4e du Championnat de Russie - SKIF Krasnodar : 5e du Championnat de Russie - ZMC Amicitia Zurich : 2e du Championnat de Suisse - Équipes éliminées du tournoi wild-card de la LDC - Bjerringbro-Silkeborg : 2e du tournoi - CB Ademar León : 3e du tournoi - RK Gorenje Velenje : 4e du tournoi | - Madeira SAD : 2e du Championnat du Portugal - Zarja Kaspija Astrakhan : 4e du Championnat de Russie - SKIF Krasnodar : 5e du Championnat de Russie - ZMC Amicitia Zurich : 2e du Championnat de Suisse - Équipes éliminées du tournoi wild-card de la LDC - Bjerringbro-Silkeborg : 2e du tournoi - CB Ademar León : 3e du tournoi - RK Gorenje Velenje : 4e du tournoi | - Madeira SAD : 2e du Championnat du Portugal - Zarja Kaspija Astrakhan : 4e du Championnat de Russie - SKIF Krasnodar : 5e du Championnat de Russie - ZMC Amicitia Zurich : 2e du Championnat de Suisse - Équipes éliminées du tournoi wild-card de la LDC - Bjerringbro-Silkeborg : 2e du tournoi - CB Ademar León : 3e du tournoi - RK Gorenje Velenje : 4e du tournoi | - Madeira SAD : 2e du Championnat du Portugal - Zarja Kaspija Astrakhan : 4e du Championnat de Russie - SKIF Krasnodar : 5e du Championnat de Russie - ZMC Amicitia Zurich : 2e du Championnat de Suisse - Équipes éliminées du tournoi wild-card de la LDC - Bjerringbro-Silkeborg : 2e du tournoi - CB Ademar León : 3e du tournoi - RK Gorenje Velenje : 4e du tournoi | - Madeira SAD : 2e du Championnat du Portugal - Zarja Kaspija Astrakhan : 4e du Championnat de Russie - SKIF Krasnodar : 5e du Championnat de Russie - ZMC Amicitia Zurich : 2e du Championnat de Suisse - Équipes éliminées du tournoi wild-card de la LDC - Bjerringbro-Silkeborg : 2e du tournoi - CB Ademar León : 3e du tournoi - RK Gorenje Velenje : 4e du tournoi | - Madeira SAD : 2e du Championnat du Portugal - Zarja Kaspija Astrakhan : 4e du Championnat de Russie - SKIF Krasnodar : 5e du Championnat de Russie - ZMC Amicitia Zurich : 2e du Championnat de Suisse - Équipes éliminées du tournoi wild-card de la LDC - Bjerringbro-Silkeborg : 2e du tournoi - CB Ademar León : 3e du tournoi - RK Gorenje Velenje : 4e du tournoi | - Madeira SAD : 2e du Championnat du Portugal - Zarja Kaspija Astrakhan : 4e du Championnat de Russie - SKIF Krasnodar : 5e du Championnat de Russie - ZMC Amicitia Zurich : 2e du Championnat de Suisse - Équipes éliminées du tournoi wild-card de la LDC - Bjerringbro-Silkeborg : 2e du tournoi - CB Ademar León : 3e du tournoi - RK Gorenje Velenje : 4e du tournoi | - Madeira SAD : 2e du Championnat du Portugal - Zarja Kaspija Astrakhan : 4e du Championnat de Russie - SKIF Krasnodar : 5e du Championnat de Russie - ZMC Amicitia Zurich : 2e du Championnat de Suisse - Équipes éliminées du tournoi wild-card de la LDC - Bjerringbro-Silkeborg : 2e du tournoi - CB Ademar León : 3e du tournoi - RK Gorenje Velenje : 4e du tournoi |
| Deuxième tour de qualification | | | | | | | | | | | | | | | |
| - Aon Fivers : 2e du Championnat d'Autriche - HC Meshkov Brest : 2e du Championnat de Biélorussie - RK Borac Banja Luka : 2e du Championnat de Bosnie-Herzégovine - Dobroudja Dobritch : 2e du Championnat de Bulgarie - Nexe Nasice : 2e du Championnat de Croatie - Pölva Serviti : 1er du Championnat d'Estonie - PAOK Salonique : 2e du Championnat de Grèce - Haukar Hafnarfjörður : 1er du Championnat d'Islande - Maccabi Rishon LeZion : 1er du Championnat d'Israël - HC Conversano : 2e du Championnat d'Italie - RK Pelister Bitola : 3e du Championnat de Macédoine - Fyllingen Håndball : 1er du Championnat de Norvège - HV KRAS/Volendam : 1er du Championnat des Pays-Bas | - Aon Fivers : 2e du Championnat d'Autriche - HC Meshkov Brest : 2e du Championnat de Biélorussie - RK Borac Banja Luka : 2e du Championnat de Bosnie-Herzégovine - Dobroudja Dobritch : 2e du Championnat de Bulgarie - Nexe Nasice : 2e du Championnat de Croatie - Pölva Serviti : 1er du Championnat d'Estonie - PAOK Salonique : 2e du Championnat de Grèce - Haukar Hafnarfjörður : 1er du Championnat d'Islande - Maccabi Rishon LeZion : 1er du Championnat d'Israël - HC Conversano : 2e du Championnat d'Italie - RK Pelister Bitola : 3e du Championnat de Macédoine - Fyllingen Håndball : 1er du Championnat de Norvège - HV KRAS/Volendam : 1er du Championnat des Pays-Bas | - Aon Fivers : 2e du Championnat d'Autriche - HC Meshkov Brest : 2e du Championnat de Biélorussie - RK Borac Banja Luka : 2e du Championnat de Bosnie-Herzégovine - Dobroudja Dobritch : 2e du Championnat de Bulgarie - Nexe Nasice : 2e du Championnat de Croatie - Pölva Serviti : 1er du Championnat d'Estonie - PAOK Salonique : 2e du Championnat de Grèce - Haukar Hafnarfjörður : 1er du Championnat d'Islande - Maccabi Rishon LeZion : 1er du Championnat d'Israël - HC Conversano : 2e du Championnat d'Italie - RK Pelister Bitola : 3e du Championnat de Macédoine - Fyllingen Håndball : 1er du Championnat de Norvège - HV KRAS/Volendam : 1er du Championnat des Pays-Bas | - Aon Fivers : 2e du Championnat d'Autriche - HC Meshkov Brest : 2e du Championnat de Biélorussie - RK Borac Banja Luka : 2e du Championnat de Bosnie-Herzégovine - Dobroudja Dobritch : 2e du Championnat de Bulgarie - Nexe Nasice : 2e du Championnat de Croatie - Pölva Serviti : 1er du Championnat d'Estonie - PAOK Salonique : 2e du Championnat de Grèce - Haukar Hafnarfjörður : 1er du Championnat d'Islande - Maccabi Rishon LeZion : 1er du Championnat d'Israël - HC Conversano : 2e du Championnat d'Italie - RK Pelister Bitola : 3e du Championnat de Macédoine - Fyllingen Håndball : 1er du Championnat de Norvège - HV KRAS/Volendam : 1er du Championnat des Pays-Bas | - Aon Fivers : 2e du Championnat d'Autriche - HC Meshkov Brest : 2e du Championnat de Biélorussie - RK Borac Banja Luka : 2e du Championnat de Bosnie-Herzégovine - Dobroudja Dobritch : 2e du Championnat de Bulgarie - Nexe Nasice : 2e du Championnat de Croatie - Pölva Serviti : 1er du Championnat d'Estonie - PAOK Salonique : 2e du Championnat de Grèce - Haukar Hafnarfjörður : 1er du Championnat d'Islande - Maccabi Rishon LeZion : 1er du Championnat d'Israël - HC Conversano : 2e du Championnat d'Italie - RK Pelister Bitola : 3e du Championnat de Macédoine - Fyllingen Håndball : 1er du Championnat de Norvège - HV KRAS/Volendam : 1er du Championnat des Pays-Bas | - Aon Fivers : 2e du Championnat d'Autriche - HC Meshkov Brest : 2e du Championnat de Biélorussie - RK Borac Banja Luka : 2e du Championnat de Bosnie-Herzégovine - Dobroudja Dobritch : 2e du Championnat de Bulgarie - Nexe Nasice : 2e du Championnat de Croatie - Pölva Serviti : 1er du Championnat d'Estonie - PAOK Salonique : 2e du Championnat de Grèce - Haukar Hafnarfjörður : 1er du Championnat d'Islande - Maccabi Rishon LeZion : 1er du Championnat d'Israël - HC Conversano : 2e du Championnat d'Italie - RK Pelister Bitola : 3e du Championnat de Macédoine - Fyllingen Håndball : 1er du Championnat de Norvège - HV KRAS/Volendam : 1er du Championnat des Pays-Bas | - Aon Fivers : 2e du Championnat d'Autriche - HC Meshkov Brest : 2e du Championnat de Biélorussie - RK Borac Banja Luka : 2e du Championnat de Bosnie-Herzégovine - Dobroudja Dobritch : 2e du Championnat de Bulgarie - Nexe Nasice : 2e du Championnat de Croatie - Pölva Serviti : 1er du Championnat d'Estonie - PAOK Salonique : 2e du Championnat de Grèce - Haukar Hafnarfjörður : 1er du Championnat d'Islande - Maccabi Rishon LeZion : 1er du Championnat d'Israël - HC Conversano : 2e du Championnat d'Italie - RK Pelister Bitola : 3e du Championnat de Macédoine - Fyllingen Håndball : 1er du Championnat de Norvège - HV KRAS/Volendam : 1er du Championnat des Pays-Bas | - Aon Fivers : 2e du Championnat d'Autriche - HC Meshkov Brest : 2e du Championnat de Biélorussie - RK Borac Banja Luka : 2e du Championnat de Bosnie-Herzégovine - Dobroudja Dobritch : 2e du Championnat de Bulgarie - Nexe Nasice : 2e du Championnat de Croatie - Pölva Serviti : 1er du Championnat d'Estonie - PAOK Salonique : 2e du Championnat de Grèce - Haukar Hafnarfjörður : 1er du Championnat d'Islande - Maccabi Rishon LeZion : 1er du Championnat d'Israël - HC Conversano : 2e du Championnat d'Italie - RK Pelister Bitola : 3e du Championnat de Macédoine - Fyllingen Håndball : 1er du Championnat de Norvège - HV KRAS/Volendam : 1er du Championnat des Pays-Bas | - HC Zubří : 2e du Championnat de République tchèque - Energia LP Târgu Jiu : 3e du Championnat de Roumanie - Étoile rouge de Belgrade : 2e du Championnat de Serbie - Alingsås HK : 2e du Championnat de Suède - BB Ankara SK : 2e du Championnat de Turquie - HC Portovik Youjne : 2e du Championnat d'Ukraine - Équipes éliminées des tours de qualification de Ligue des Champions - Bregenz Handball : 2e du groupe 1 - Beşiktaş JK : 3e du groupe 1 - Drammen HK : 4e du groupe 1 - FC Porto : 2e du groupe 2 - ZTR Zaporijia : 3e du groupe 2 - RK Metalurg Skopje : 4e du groupe 3 | - HC Zubří : 2e du Championnat de République tchèque - Energia LP Târgu Jiu : 3e du Championnat de Roumanie - Étoile rouge de Belgrade : 2e du Championnat de Serbie - Alingsås HK : 2e du Championnat de Suède - BB Ankara SK : 2e du Championnat de Turquie - HC Portovik Youjne : 2e du Championnat d'Ukraine - Équipes éliminées des tours de qualification de Ligue des Champions - Bregenz Handball : 2e du groupe 1 - Beşiktaş JK : 3e du groupe 1 - Drammen HK : 4e du groupe 1 - FC Porto : 2e du groupe 2 - ZTR Zaporijia : 3e du groupe 2 - RK Metalurg Skopje : 4e du groupe 3 | - HC Zubří : 2e du Championnat de République tchèque - Energia LP Târgu Jiu : 3e du Championnat de Roumanie - Étoile rouge de Belgrade : 2e du Championnat de Serbie - Alingsås HK : 2e du Championnat de Suède - BB Ankara SK : 2e du Championnat de Turquie - HC Portovik Youjne : 2e du Championnat d'Ukraine - Équipes éliminées des tours de qualification de Ligue des Champions - Bregenz Handball : 2e du groupe 1 - Beşiktaş JK : 3e du groupe 1 - Drammen HK : 4e du groupe 1 - FC Porto : 2e du groupe 2 - ZTR Zaporijia : 3e du groupe 2 - RK Metalurg Skopje : 4e du groupe 3 | - HC Zubří : 2e du Championnat de République tchèque - Energia LP Târgu Jiu : 3e du Championnat de Roumanie - Étoile rouge de Belgrade : 2e du Championnat de Serbie - Alingsås HK : 2e du Championnat de Suède - BB Ankara SK : 2e du Championnat de Turquie - HC Portovik Youjne : 2e du Championnat d'Ukraine - Équipes éliminées des tours de qualification de Ligue des Champions - Bregenz Handball : 2e du groupe 1 - Beşiktaş JK : 3e du groupe 1 - Drammen HK : 4e du groupe 1 - FC Porto : 2e du groupe 2 - ZTR Zaporijia : 3e du groupe 2 - RK Metalurg Skopje : 4e du groupe 3 | - HC Zubří : 2e du Championnat de République tchèque - Energia LP Târgu Jiu : 3e du Championnat de Roumanie - Étoile rouge de Belgrade : 2e du Championnat de Serbie - Alingsås HK : 2e du Championnat de Suède - BB Ankara SK : 2e du Championnat de Turquie - HC Portovik Youjne : 2e du Championnat d'Ukraine - Équipes éliminées des tours de qualification de Ligue des Champions - Bregenz Handball : 2e du groupe 1 - Beşiktaş JK : 3e du groupe 1 - Drammen HK : 4e du groupe 1 - FC Porto : 2e du groupe 2 - ZTR Zaporijia : 3e du groupe 2 - RK Metalurg Skopje : 4e du groupe 3 | - HC Zubří : 2e du Championnat de République tchèque - Energia LP Târgu Jiu : 3e du Championnat de Roumanie - Étoile rouge de Belgrade : 2e du Championnat de Serbie - Alingsås HK : 2e du Championnat de Suède - BB Ankara SK : 2e du Championnat de Turquie - HC Portovik Youjne : 2e du Championnat d'Ukraine - Équipes éliminées des tours de qualification de Ligue des Champions - Bregenz Handball : 2e du groupe 1 - Beşiktaş JK : 3e du groupe 1 - Drammen HK : 4e du groupe 1 - FC Porto : 2e du groupe 2 - ZTR Zaporijia : 3e du groupe 2 - RK Metalurg Skopje : 4e du groupe 3 | - HC Zubří : 2e du Championnat de République tchèque - Energia LP Târgu Jiu : 3e du Championnat de Roumanie - Étoile rouge de Belgrade : 2e du Championnat de Serbie - Alingsås HK : 2e du Championnat de Suède - BB Ankara SK : 2e du Championnat de Turquie - HC Portovik Youjne : 2e du Championnat d'Ukraine - Équipes éliminées des tours de qualification de Ligue des Champions - Bregenz Handball : 2e du groupe 1 - Beşiktaş JK : 3e du groupe 1 - Drammen HK : 4e du groupe 1 - FC Porto : 2e du groupe 2 - ZTR Zaporijia : 3e du groupe 2 - RK Metalurg Skopje : 4e du groupe 3 | - HC Zubří : 2e du Championnat de République tchèque - Energia LP Târgu Jiu : 3e du Championnat de Roumanie - Étoile rouge de Belgrade : 2e du Championnat de Serbie - Alingsås HK : 2e du Championnat de Suède - BB Ankara SK : 2e du Championnat de Turquie - HC Portovik Youjne : 2e du Championnat d'Ukraine - Équipes éliminées des tours de qualification de Ligue des Champions - Bregenz Handball : 2e du groupe 1 - Beşiktaş JK : 3e du groupe 1 - Drammen HK : 4e du groupe 1 - FC Porto : 2e du groupe 2 - ZTR Zaporijia : 3e du groupe 2 - RK Metalurg Skopje : 4e du groupe 3 |
| Premier tour de qualification | | | | | | | | | | | | | | | |
| - United HC Tongeren : 1er du Championnat de Belgique - SPE Strovolos Nicosie : 1er du Championnat de Chypre - AC Latsia Kentriki Asfalistiki : 2e du Championnat de Chypre - Shevardeni STU Tbilissi : 1er du Championnat de Géorgie - AC Filippos Verias : 3e du Championnat de Grèce - HC Neistin : 1er du Championnat des Îles Féroé - Hapoël Rishon LeZion : 2e du Championnat d'Israël | - United HC Tongeren : 1er du Championnat de Belgique - SPE Strovolos Nicosie : 1er du Championnat de Chypre - AC Latsia Kentriki Asfalistiki : 2e du Championnat de Chypre - Shevardeni STU Tbilissi : 1er du Championnat de Géorgie - AC Filippos Verias : 3e du Championnat de Grèce - HC Neistin : 1er du Championnat des Îles Féroé - Hapoël Rishon LeZion : 2e du Championnat d'Israël | - United HC Tongeren : 1er du Championnat de Belgique - SPE Strovolos Nicosie : 1er du Championnat de Chypre - AC Latsia Kentriki Asfalistiki : 2e du Championnat de Chypre - Shevardeni STU Tbilissi : 1er du Championnat de Géorgie - AC Filippos Verias : 3e du Championnat de Grèce - HC Neistin : 1er du Championnat des Îles Féroé - Hapoël Rishon LeZion : 2e du Championnat d'Israël | - United HC Tongeren : 1er du Championnat de Belgique - SPE Strovolos Nicosie : 1er du Championnat de Chypre - AC Latsia Kentriki Asfalistiki : 2e du Championnat de Chypre - Shevardeni STU Tbilissi : 1er du Championnat de Géorgie - AC Filippos Verias : 3e du Championnat de Grèce - HC Neistin : 1er du Championnat des Îles Féroé - Hapoël Rishon LeZion : 2e du Championnat d'Israël | - United HC Tongeren : 1er du Championnat de Belgique - SPE Strovolos Nicosie : 1er du Championnat de Chypre - AC Latsia Kentriki Asfalistiki : 2e du Championnat de Chypre - Shevardeni STU Tbilissi : 1er du Championnat de Géorgie - AC Filippos Verias : 3e du Championnat de Grèce - HC Neistin : 1er du Championnat des Îles Féroé - Hapoël Rishon LeZion : 2e du Championnat d'Israël | - United HC Tongeren : 1er du Championnat de Belgique - SPE Strovolos Nicosie : 1er du Championnat de Chypre - AC Latsia Kentriki Asfalistiki : 2e du Championnat de Chypre - Shevardeni STU Tbilissi : 1er du Championnat de Géorgie - AC Filippos Verias : 3e du Championnat de Grèce - HC Neistin : 1er du Championnat des Îles Féroé - Hapoël Rishon LeZion : 2e du Championnat d'Israël | - United HC Tongeren : 1er du Championnat de Belgique - SPE Strovolos Nicosie : 1er du Championnat de Chypre - AC Latsia Kentriki Asfalistiki : 2e du Championnat de Chypre - Shevardeni STU Tbilissi : 1er du Championnat de Géorgie - AC Filippos Verias : 3e du Championnat de Grèce - HC Neistin : 1er du Championnat des Îles Féroé - Hapoël Rishon LeZion : 2e du Championnat d'Israël | - United HC Tongeren : 1er du Championnat de Belgique - SPE Strovolos Nicosie : 1er du Championnat de Chypre - AC Latsia Kentriki Asfalistiki : 2e du Championnat de Chypre - Shevardeni STU Tbilissi : 1er du Championnat de Géorgie - AC Filippos Verias : 3e du Championnat de Grèce - HC Neistin : 1er du Championnat des Îles Féroé - Hapoël Rishon LeZion : 2e du Championnat d'Israël | - Teramo Handball : 5e du Championnat d'Italie - KH Kastrioti Ferizaj : 1er du Championnat du Kosovo - HB Esch : 1er du Championnat du Luxembourg - HB Dudelange : 3e du Championnat du Luxembourg - HC Dukla Prague : 3e du Championnat de République tchèque - Metaloplastika Šabac : 3e du Championnat de Serbie - MSK Hlohovec : 2e du Championnat de Slovaquie | - Teramo Handball : 5e du Championnat d'Italie - KH Kastrioti Ferizaj : 1er du Championnat du Kosovo - HB Esch : 1er du Championnat du Luxembourg - HB Dudelange : 3e du Championnat du Luxembourg - HC Dukla Prague : 3e du Championnat de République tchèque - Metaloplastika Šabac : 3e du Championnat de Serbie - MSK Hlohovec : 2e du Championnat de Slovaquie | - Teramo Handball : 5e du Championnat d'Italie - KH Kastrioti Ferizaj : 1er du Championnat du Kosovo - HB Esch : 1er du Championnat du Luxembourg - HB Dudelange : 3e du Championnat du Luxembourg - HC Dukla Prague : 3e du Championnat de République tchèque - Metaloplastika Šabac : 3e du Championnat de Serbie - MSK Hlohovec : 2e du Championnat de Slovaquie | - Teramo Handball : 5e du Championnat d'Italie - KH Kastrioti Ferizaj : 1er du Championnat du Kosovo - HB Esch : 1er du Championnat du Luxembourg - HB Dudelange : 3e du Championnat du Luxembourg - HC Dukla Prague : 3e du Championnat de République tchèque - Metaloplastika Šabac : 3e du Championnat de Serbie - MSK Hlohovec : 2e du Championnat de Slovaquie | - Teramo Handball : 5e du Championnat d'Italie - KH Kastrioti Ferizaj : 1er du Championnat du Kosovo - HB Esch : 1er du Championnat du Luxembourg - HB Dudelange : 3e du Championnat du Luxembourg - HC Dukla Prague : 3e du Championnat de République tchèque - Metaloplastika Šabac : 3e du Championnat de Serbie - MSK Hlohovec : 2e du Championnat de Slovaquie | - Teramo Handball : 5e du Championnat d'Italie - KH Kastrioti Ferizaj : 1er du Championnat du Kosovo - HB Esch : 1er du Championnat du Luxembourg - HB Dudelange : 3e du Championnat du Luxembourg - HC Dukla Prague : 3e du Championnat de République tchèque - Metaloplastika Šabac : 3e du Championnat de Serbie - MSK Hlohovec : 2e du Championnat de Slovaquie | - Teramo Handball : 5e du Championnat d'Italie - KH Kastrioti Ferizaj : 1er du Championnat du Kosovo - HB Esch : 1er du Championnat du Luxembourg - HB Dudelange : 3e du Championnat du Luxembourg - HC Dukla Prague : 3e du Championnat de République tchèque - Metaloplastika Šabac : 3e du Championnat de Serbie - MSK Hlohovec : 2e du Championnat de Slovaquie | - Teramo Handball : 5e du Championnat d'Italie - KH Kastrioti Ferizaj : 1er du Championnat du Kosovo - HB Esch : 1er du Championnat du Luxembourg - HB Dudelange : 3e du Championnat du Luxembourg - HC Dukla Prague : 3e du Championnat de République tchèque - Metaloplastika Šabac : 3e du Championnat de Serbie - MSK Hlohovec : 2e du Championnat de Slovaquie |

## Tours de qualification

### Premier tour
| Club                         | Aller   | Total   | Retour  | Club             |
| ---------------------------- | ------- | ------- | ------- | ---------------- |
| MSK Hlohovec                 | 22 – 18 | 45 – 50 | 23 – 32 | Dukla Prague     |
| United HC Tongeren           | 36 – 21 | 69 – 40 | 33 – 19 | Teramo Handball  |
| Metaloplastika Šabac         | 37 – 25 | 71 – 55 | 34 – 30 | Neistin          |
| HB Dudelange                 | 30 – 17 | 58 – 40 | 28 – 23 | KH Kastrioti     |
| A.C. "Latsia" K. Asfalistiki | 19 – 28 | 35 – 66 | 16 – 38 | S.P.E. Strovolos |
| AC Filippos Verias           | 25 – 28 | 55 – 61 | 30 – 33 | Handball Esch    |
| Hapoël Rishon LeZion         | 50 – 32 | 92 – 56 | 42 – 24 | GSAU Tbilissi    |

### Deuxième tour
| Club                     | Aller   | Total   | Retour  | Club                  |
| ------------------------ | ------- | ------- | ------- | --------------------- |
| Étoile rouge de Belgrade | 25 – 23 | 49 – 48 | 24 – 25 | United HC Tongeren    |
| Dobroudja Dobritch       | 27 – 29 | 52 – 65 | 25 – 36 | Handball Esch         |
| HB Dudelange             | 20 – 17 | 42 – 43 | 22 – 26 | Pelister Bitola       |
| Metaloplastika Šabac     | 31 – 25 | 53 – 52 | 22 – 27 | Aon Fivers            |
| HC Conversano            | 30 – 33 | 57 – 73 | 27 – 40 | Haukar                |
| Alingsås HK              | 28 – 25 | 54 – 48 | 26 – 23 | Fyllingen Bergen      |
| HV. KRAS/Volendam        | 30 – 26 | 60 – 58 | 30 – 32 | Maccabi Rishon LeZion |
| Nexe Nasice              | 33 – 23 | 64 – 53 | 31 – 30 | Dukla Prague          |
| HC Portovik              | 29 – 27 | 60 – 65 | 31 – 38 | Hapoël Rishon LeZion  |
| Beşiktaş JK              | 35 – 28 | 61 – 56 | 26 – 28 | Pölva Serviti         |
| Drammen HK               | 44 – 36 | 73 – 70 | 29 – 34 | HC Gumarny Zubri      |
| Energia L. P. Târgu Jiu  | 25 – 28 | 44 – 56 | 19 – 28 | FC Porto              |
| PAOK Salonique           | 23 – 31 | 47 – 58 | 24 – 27 | A1 Bregenz            |
| HC Meskov Brest          | 28 – 23 | 51 – 55 | 23 – 32 | Metalurg Skopje       |
| B.B. Ankara Spor         | 31 – 24 | 54 – 63 | 23 – 39 | RK Borac Banja Luka   |
| S.P.E. Strovolos         | 25 – 28 | 42 – 55 | 17 – 27 | ZTR Zaporijia         |

### Troisième tour
| Club                     | Aller   | Total   | Retour  | Club                     |
| ------------------------ | ------- | ------- | ------- | ------------------------ |
| Naturhouse La Rioja*     | 35 – 33 | 65 – 61 | 30 – 28 | RK Metaloplastika        |
| HC Pelister Bitola       | 22 – 25 | 44 – 59 | 22 – 34 | CB Ademar León*          |
| HB Esch                  | 25 – 34 | 51 – 72 | 26 – 38 | ZMC Amicitia Zurich*     |
| ZTR Zaporijia            | 24 – 25 | 45 – 50 | 21 – 25 | Saint-Raphaël Var HB*    |
| TV Großwallstadt*        | 26 – 24 | 54 – 41 | 28 – 17 | Haukar Hafnarfjörður     |
| TBV Lemgo*               | 45 – 29 | 86 – 51 | 41 – 22 | HV KRAS/Volendam         |
| Alingsås HK              | 25 – 33 | 51 – 71 | 26 – 38 | Frisch Auf Göppingen*    |
| Hapoël Rishon LeZion     | 31 – 36 | 53 – 68 | 22 – 32 | Nordsjælland Håndbold*   |
| Zarja Kaspija Astrakhan* | 26 – 23 | 52 – 54 | 26 – 31 | Beşiktaş JK              |
| RK Gorenje Velenje*      | 33 – 24 | 61 – 56 | 28 – 32 | Nexe Nasice              |
| Dunaferr SE*             | 27 – 37 | 49 – 73 | 22 – 36 | FC Porto                 |
| Madeira SAD*             | 31 – 30 | 57 – 63 | 26 – 33 | A1 Bregenz               |
| RK Borac Banja           | 23 – 25 | 44 – 54 | 21 – 29 | Tatabánya KC*            |
| SKIF Krasnodar*          | 38 – 30 | 66 – 65 | 28 – 35 | Étoile rouge de Belgrade |
| Bjerringbro-Silkeborg*   | 38 – 28 | 69 – 49 | 31 – 21 | Drammen HK               |
| Metalurg Skopje          | 34 – 25 | 63 – 46 | 29 – 21 | US Ivry*                 |

### Huitièmes de finale
| Club                  | Aller   | Total   | Retour  | Club                |
| --------------------- | ------- | ------- | ------- | ------------------- |
| FC Porto              | 26 – 25 | 53 – 58 | 27 – 33 | CB Ademar León      |
| Nordsjælland Håndbold | 33 – 26 | 60 – 49 | 27 – 23 | ZMC Amicitia Zurich |
| Saint-Raphaël Var HB  | 38 – 29 | 70 – 51 | 32 – 22 | SKIF Krasnodar      |
| Frisch Auf Göppingen  | 27 – 21 | 48 – 41 | 21 – 20 | Metalurg Skopje     |
| RK Gorenje Velenje    | 32 – 15 | 61 – 41 | 29 – 26 | A1 Bregenz          |
| Bjerringbro-Silkeborg | 22 – 22 | 49 – 51 | 27 – 29 | TV Großwallstadt    |
| TBV Lemgo             | 27 – 25 | 55 – 53 | 28 – 28 | Beşiktaş JK         |
| Naturhouse La Rioja   | 39 – 26 | 64 – 56 | 25 – 30 | Tatabánya KC        |

### Quarts de finale
| Club                  | Aller   | Total   | Retour  | Club                |
| --------------------- | ------- | ------- | ------- | ------------------- |
| Saint-Raphaël Var HB  | 32 – 31 | 54 – 56 | 22 – 25 | TV Großwallstadt    |
| Frisch Auf Göppingen  | 33 – 20 | 55 – 46 | 22 – 26 | RK Gorenje Velenje  |
| CB Ademar León        | 27 – 31 | 52 – 61 | 25 – 30 | TBV Lemgo           |
| Nordsjælland Håndbold | 31 – 29 | 60 – 63 | 29 – 34 | Naturhouse La Rioja |

### Demi-finales
| Club                 | Aller   | Total   | Retour  | Club                |
| -------------------- | ------- | ------- | ------- | ------------------- |
| TBV Lemgo            | 24 – 26 | 49 – 56 | 25 – 30 | TV Großwallstadt    |
| Frisch Auf Göppingen | 32 – 23 | 61 – 55 | 29 – 32 | Naturhouse La Rioja |

### Finale
| Club                 | Aller   | Total   | Retour | Club             |
| -------------------- | ------- | ------- | ------ | ---------------- |
| Frisch Auf Göppingen | 23 – 21 | 53 – 47 | 30– 26 | TV Großwallstadt |

#### Feuille de match aller
| 15 mai 2011 19h15 | Frisch Auf Göppingen | 23 – 21  | TV Großwallstadt | EWS Arena, Göppingen Affluence : 5 000 Arbitrage : Jens Nybo et Leif Poulsen |
| 15 mai 2011 19h15 | Lars Kaufmann 8      | (13 – 8) | Michael Spatz 5  | EWS Arena, Göppingen Affluence : 5 000 Arbitrage : Jens Nybo et Leif Poulsen |
| 15 mai 2011 19h15 | ×2 ×3                | Rapport  | ×3 ×5            | EWS Arena, Göppingen Affluence : 5 000 Arbitrage : Jens Nybo et Leif Poulsen |

- Frisch Auf Göppingen : Tahirović, Weiner - Kaufmann (8), Haaß   (5), Horák (4), Schöne   (2), Thiede (2), Oprea (1), Späth   (1), Anušić , Häfner, Kneule, Schubert
- TV Großwallstadt : Andersson, Wolff - Spatz (5), Tiedtke  (3), Kneer (2), Köhrmann (2), Larsson  (2), Schäpsmeier  (2), Szücs  (2), Weinhold (2), Kunz  (1), Jakobsson   , Kossler, Reuter

#### Feuille de match retour
| 21 mai 2011 17h45 | TV Großwallstadt | 26 – 30  | Frisch Auf Göppingen | Sparkassen-Arena, Elsenfeld Affluence : 2 600 Arbitrage : Kim Andersen et Per Morten Sodal |
| 21 mai 2011 17h45 | Stefan Kneer 6   | (9 – 15) | Lars Kaufmann 7      | Sparkassen-Arena, Elsenfeld Affluence : 2 600 Arbitrage : Kim Andersen et Per Morten Sodal |
| 21 mai 2011 17h45 | ×3 ×4            | Rapport  | ×2 ×5                | Sparkassen-Arena, Elsenfeld Affluence : 2 600 Arbitrage : Kim Andersen et Per Morten Sodal |

- TV Großwallstadt : Andersson, Wolff - Kneer  (6), Kunz (5), Tiedtke (5), Weinhold (3), Kossler (2), Schäpsmeier  (2), Spatz  (2), Larsson (1), Jakobsson   , Köhrmann, Reuter, Szücs
- Frisch Auf Göppingen : Tahirović, Weiner - Kaufmann (7), Schöne (6), Thiede (5), Horák (3), Mrvaljević  (3), Oprea  (3), Kneule (2), Haaß  (1), Anušić   , Häfner, Schubert, Späth